# Theodor Suhnel

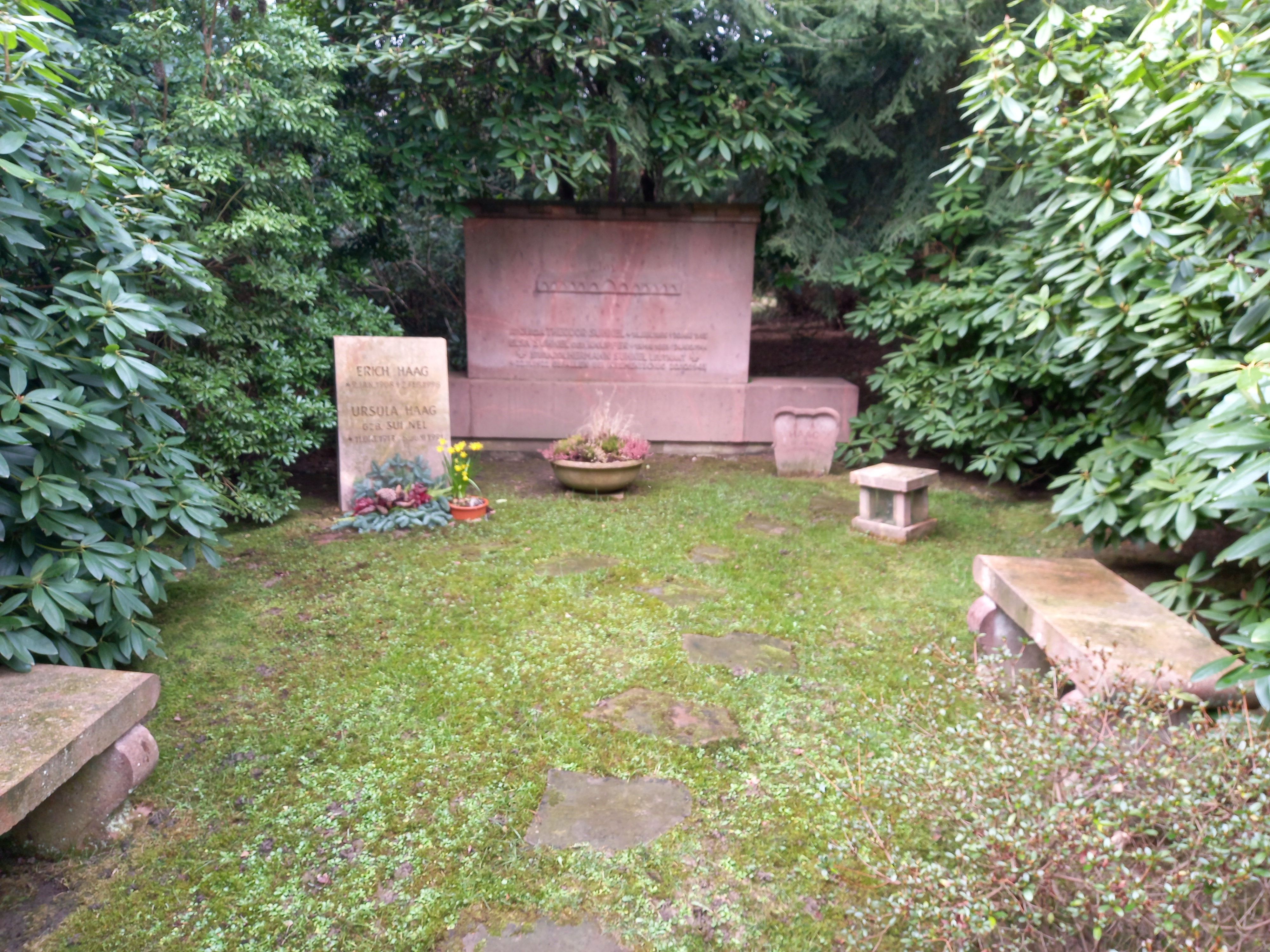
Das Grab von Theodor Suhnel und seiner Ehefrau Elsa geborene Knüpfer im Familiengrab auf dem Hauptfriedhof Mülheim an der Ruhr

Theodor Suhnel (* 16. Januar 1886 in Oberzetzscha (heute Stadtteil von Altenburg), Herzogtum Sachsen-Altenburg; † 30. Mai 1965 in Mülheim an der Ruhr) war ein deutscher Architekt.

## Leben
Theodor Suhnel absolvierte eine Maurerlehre und besuchte parallel dazu die Kunstgewerbeschule Altenburg, im Anschluss daran studierte er Architektur an der Herzoglich Braunschweigischen Baugewerkschule Holzminden. Nach ersten Anstellungen (u. a. beim Hochbauamt der Stadt Gelsenkirchen) besuchte er noch für etwa drei Semester als Hospitant (Gasthörer) die Technische Hochschule Dresden.
1910 bekam Suhnel eine Anstellung beim Stadtbauamt in Mülheim an der Ruhr, konnte dort aber schon bald erste private Aufträge erlangen. 1913 wurde er Mitglied der Burschenschaft Rheno-Marchia Münster bzw. Rheno-Cheruscia Münster, die 1960 in der Burschenschaft der Pflüger Halle zu Münster aufging. Außerdem wurde er Mitglied der Burschenschaft Neogermania Berlin. 1913 gab er die Anstellung auf und arbeitete von da an freiberuflich. Suhnel war Mitglied im Deutschen Werkbund und im Bund Deutscher Architekten (BDA), der 1934 in die Reichskammer der bildenden Künste überführt wurde.

## Werk

### Bauten und Entwürfe
1913 war Suhnel als Architekt für den Aus- und Umbau des Verbindungshauses in Münster verantwortlich. Ab 1914 baute er für den Allgemeinen Deutschen Burschenbund die Ruine des Hausmannturms in Bad Frankenhausen am Kyffhäuser zu einer Gedenkstätte der gefallenen Bundesbrüder um. Die Gedenkstätte wurde nach 1945 zerstört.
Für Mülheim an der Ruhr entwarf Suhnel 1915 die Nagelfigur „Jung Siegfried“, die von dem Bildhauer Walter Deus ausgeführt wurde. 

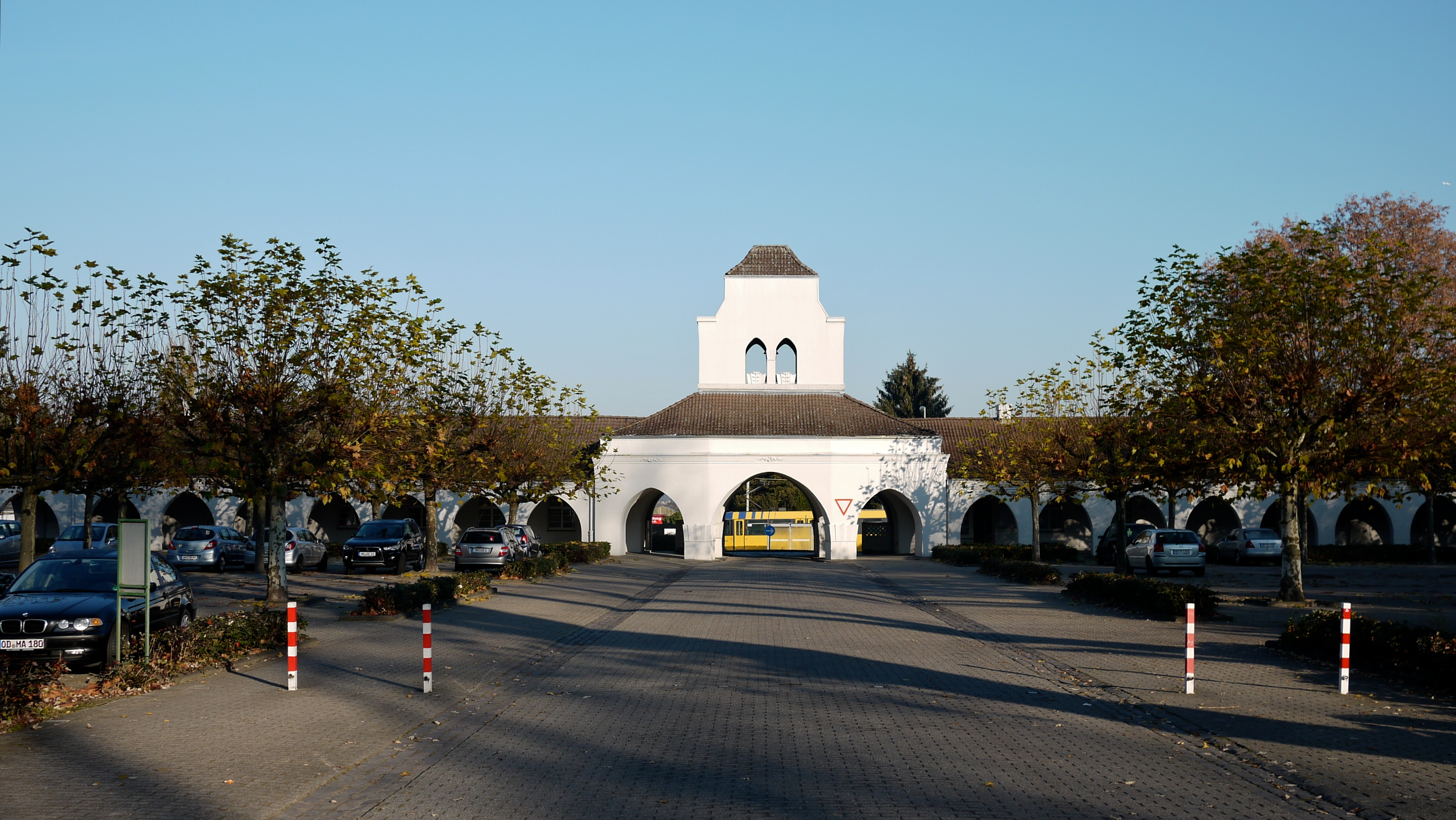
Portal des Mülheimer Hauptfriedhofs

Ein früher Erfolg, mit dem Suhnel sich in Mülheim als Architekt etablierte, war sein Wettbewerbsentwurf für die Hochbauten auf dem Mülheimer Hauptfriedhof im Jahr 1915; die Bauten am Friedhofseingang wurden aber erst nach Kriegsende errichtet und stehen heute unter Denkmalschutz. Auf diesem Friedhof befindet sich auch sein Grab.
Zu seinen bedeutendsten Projekten gehören große und für die Zeit nach dem Ersten Weltkrieg wegweisende Siedlungsbauten, so die Siedlung Heimaterde in Mülheim an der Ruhr, der „Wohnhof Dransfeld“ und die Hirtsiefer-Siedlung in Essen-West sowie eine Werkssiedlung für die Westfälische Drahtindustrie in Hamm (Westfalen).
In Münster erhielt Suhnel 1929 den Auftrag, das ehemalige „Café am Aasee“ zur Mensa der Universität umzubauen; sie ist nach mehreren Umbauten bis heute in dieser Funktion erhalten. 1931 entstanden großzügige Planungen für ein markantes Universitätsforum zwischen der Torminbrücke und den gerade fertiggestellten Universitätskliniken, die aber nicht ausgeführt wurden. Elemente hiervon wurden 1938 in Plänen für ein Parteiforum im Rahmen der Neugestaltung der Gauhauptstadt Münster wieder aufgegriffen.
Ab 1943 erstellte Suhnel im Auftrag des Reichsministeriums Speer – Abteilung Rüstungsausbau – Barackenlager für Fremdarbeiter. Eines der größten von ihm geplanten Lager wäre das Lager Lintorf II (heutige Reha-Einrichtung „Maria in der Drucht“) im Duisburger Süden für etwa 2500 Fremdarbeiter geworden, das er für die Deutsche Eisenwerke AG, Abteilung Friedrich-Wilhelms-Hütte Mülheim, erstellte. Dieses wurde allerdings bis Kriegsende nicht fertiggestellt.
Daneben führte Suhnel zahlreiche weitere Projekte in Mülheim aus (auf der Kirchbergshöhe, im Gymnasiumsviertel und an der Roeschstraße), baute aber auch andernorts, unter anderem in Wülfrath, in Freudenstadt und in der Mark Brandenburg.

### Schriften
- Universitätsforum mit Bebauung des Aa-See-Geländes, Münster i. W. Paul Grote Verlag, Mülheim an der Ruhr und Berlin 1931.

## Ehrungen
1930 wurde Suhnel die Ehrenbürgerwürde der Westfälischen Wilhelms-Universität Münster verliehen, und zwar für die Gestaltung des Aasee-Geländes mit drei großen Studentenhäusern.
1980 wurde in Mülheim an der Ruhr die Theodor-Suhnel-Straße nach ihm benannt.